# Монтегросо д'Асти
Монтегросо д'Асти (итал. Montegrosso d'Asti) је насеље у Италији у округу Асти, региону Пијемонт.
Према процени из 2011. у насељу је живело 1301 становника. Насеље се налази на надморској висини од 172 м.

## Становништво
Према резултатима пописа становништва 2011. у општини је живело 2.264 становника.
| 1931. | 1936. | 1951. | 1961. | 1971. | 1981. | 1991. | 2001. | 2011. |
| ----- | ----- | ----- | ----- | ----- | ----- | ----- | ----- | ----- |
| 3.548 | 3.358 | 2.931 | 2.694 | 2.232 | 2.073 | 2.099 | 2.084 | 2.264 |